# Anomala discalis
Anomala discalis är en skalbaggsart som beskrevs av Walker 1859. Anomala discalis ingår i släktet Anomala och familjen Rutelidae. Inga underarter finns listade i Catalogue of Life.